# Abdingbares Recht
Abdingbar sind solche gesetzlichen (einschließlich tarifvertraglichen) Regelungen, von denen  durch Normunterworfene abgewichen werden kann, etwa durch Änderung oder vollständigen Ausschluss. Andere Begriffe für abdingbares Recht sind dispositives oder disponibles Recht, ius dispositivum oder nachgiebiges Recht.
Gegensatz ist das unabdingbare Recht, das nicht von den Rechtsbetroffenen abgeändert werden kann (nicht zu ihrer Disposition steht).
Die Abdingbarkeit kann nur zu Gunsten, oder zu Lasten, eines Beteiligten oder mehrerer Beteiligter bestehen (sog. halbzwingendes Recht). Sie kann für Vertragsparteien, Tarifvertragsparteien (tarifdispositiv) und/oder Betriebsparteien gegeben sein. Sie kann – etwa im Arbeitsrecht – so geregelt sein, dass Einzelvertragsparteien von einer gesetzlichen Regelung nur dadurch abweichen können, dass sie eine (wirksam) abweichende tarifvertragliche Regelung (wirksam) in Bezug nehmen. 

## Bedeutung
In der Regel sind nur Bestimmungen des Zivilrechts durch die Vertragsparteien abdingbar. Zwingendes Recht stellt dort die Ausnahme dar. Grund für die grundsätzliche Dispositivität des Zivilrechts ist die verfassungsrechtlich garantierte Privatautonomie. Das öffentliche Recht ist dagegen unabdingbar.
Abdingbar sind insbesondere zahlreiche Bestimmungen des Schuldrechts. Hier treten sich die Vertragsparteien als gleichberechtigte Partner gegenüber. Diese sollten ihre privaten Rechtsverhältnisse möglichst frei regeln können. Da für einen Vertragsschluss ein Konsens der Parteien notwendig ist, sollte nach dem Willen des BGB-Gesetzgebers am Ende des 19. Jahrhunderts auf diese Weise eine gerechte Vertragsgestaltung erreicht werden. Die Idee ist Ausdruck des damals vorherrschenden liberalen Staats- und Rechtsverständnisses. Diese Konzeption abdingbaren Rechts versucht, im dispositiven Recht jene Regelungen typisierend bereitzuhalten, auf die sich rationale Vertragspartner in einer fairen Verhandlungssituation geeinigt hätten. Das ähnelt im Ergebnis rechtsökonomischen Konzepten effizienten dispositiven Rechts (majoritarian default rules).
Im Laufe der Geltungsgeschichte des BGB setzte sich jedoch die Überzeugung durch, dass die vorgestellte Gleichberechtigung der Parteien in der Rechtswirklichkeit nicht existiert. In vielen Bereichen, insbesondere im Arbeits- und Mietrecht, standen und stehen sich wirtschaftlich ungleiche Partner gegenüber. Durch die uneingeschränkte Vertragsfreiheit konnte somit keine Vertragsgerechtigkeit erzeugt werden. Tatsächlich diktierte der wirtschaftlich stärkere Teil (z. B. Vermieter, Arbeitgeber) dem wirtschaftlich schwächeren Teil (Mieter, Arbeitnehmer) seine Vertragsbedingungen. In der neueren Geschichte erkannte man ein ähnliches wirtschaftliches Ungleichgewicht zwischen Unternehmern und Verbrauchern.
Ergänzend zum BGB trat im Jahr 1977 das AGB-Gesetz in Kraft, das die Abdingbarkeit begrenzte. Das Recht der Allgemeinen Geschäftsbedingungen wurde mit der Schuldrechtsmodernisierung zum 1. Januar 2002 dann in das BGB integriert (§ 305 BGB ff.).
Um dem Ideal der Vertragsgerechtigkeit wieder näher zu kommen, führte der Gesetzgeber außerdem zahlreiche Vorschriften in das Vertragsrecht ein, die zwingenden Charakter haben und somit nicht abdingbar sind. Diese dienen dem Schutz des wirtschaftlich schwächeren Teils (Arbeitnehmer, Mieter, Verbraucher). Vorschriften des zwingenden Rechts finden sich daher insbesondere im Arbeitsrecht, im Mietrecht und in sämtlichen Vorschriften mit verbraucherschützender Tendenz.

## Funktion
Wenn die Parteien eine bestimmte Frage in ihrem Vertrag nicht geregelt haben, wird das dispositive Recht zur Ausfüllung dieser Lücke herangezogen. Der Gesetzgeber sieht das dispositive Recht insoweit als angemessene Ersatz- oder Rahmenordnung an.
Haben die Parteien eine der gesetzlichen Regelung entgegenstehende individuelle Vereinbarung getroffen, ist durch Auslegung der gesetzlichen Regelung zu ermitteln, ob diese abdingbar ist oder nicht. Der zwingende Charakter einer Vorschrift ergibt sich entweder durch ausdrückliche gesetzliche Anordnung oder aus ihrer Tendenz zum Schutz des wirtschaftlich schwächeren Teils.
Wurden in den Vertrag allgemeine Geschäftsbedingungen einbezogen, beurteilt sich die Wirksamkeit einer darin vom Gesetzesrecht abweichenden Bestimmung nach §§ 305 ff. BGB. Ein individuell ausgehandelter Vertrag darf im stärkeren Maße vom dispositiven Gesetzesrecht abweichen als einseitig vorformulierte Vertragsbedingungen. Grenze sind aber stets die guten Sitten (§ 138 BGB).